# Metepeira glomerabilis
Metepeira glomerabilis är en spindelart som först beskrevs av Eugen von Keyserling 1892.  Metepeira glomerabilis ingår i släktet Metepeira och familjen hjulspindlar. Inga underarter finns listade i Catalogue of Life.